# El caballero de Olmedo
El caballero de Olmedo (literalment "el cavaller d'Olmedo") és una obra de Lope de Vega escrita segurament entre 1620 i 1625 i basada, com altres de mateix autor, en una cançó popular:
| « | (castellà) «Que de noche le mataron al Caballero, la gala de Medina, la flor de Olmedo.» | (català) «Qui de nit el van matar al Cavaller, la gala de Medina, la flor d'Olmedo.» | » |

L'obra sol classificar-se com una tragèdia (o tragicomèdia), ja que introdueix elements propis d'aquest gènere en la seva tradició clàssica, com la presència d'un cor, el desenllaç fatal del seu protagonista o la temàtica del destí com a força inexorable que s'imposa als personatges. Malgrat això, els dos primers actes de l'obra contenen molts elements en comú amb altres comèdies de Lope de Vega de tema romàntic.

## Estructura de l'obra

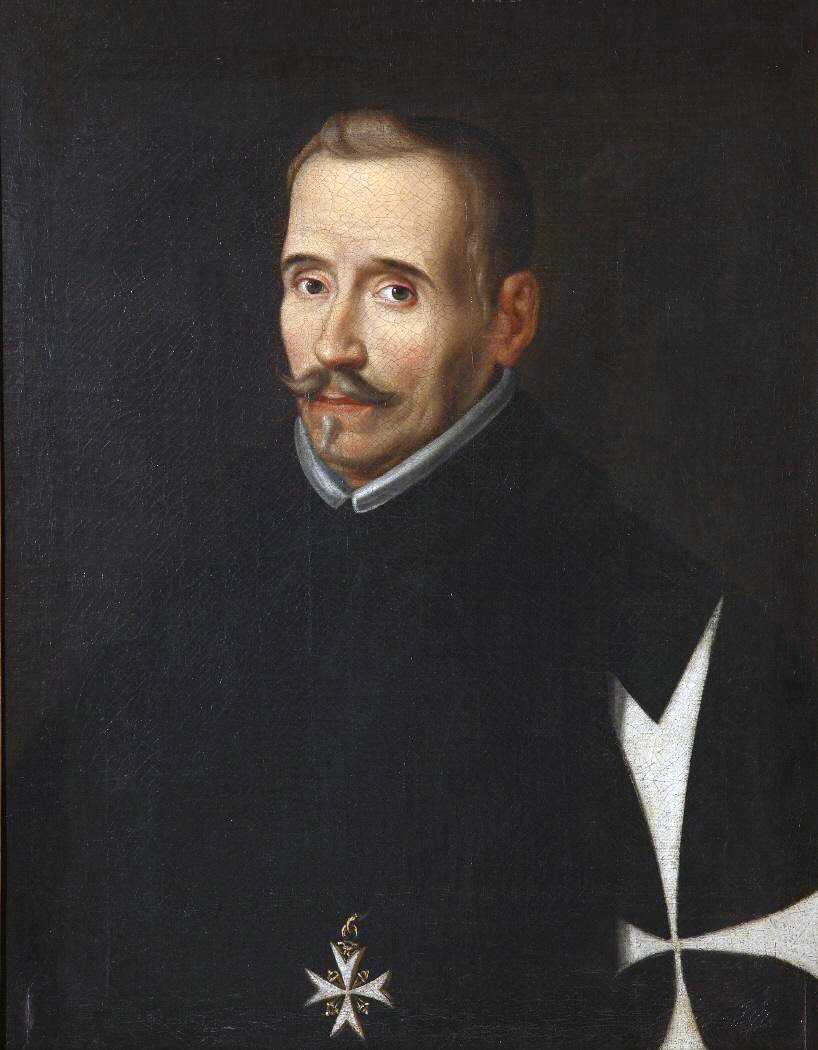
Félix Lope de Vega y Carpio (1562-1635), l'autor de l'obra

El Cavaller d'Olmedo és una tragicomèdia típica del Barroc, on Lope de Vega crea un nou esquema dramàtic, reflectint els anhels, problemes i els ideals de poble. Respecte a les innovacions de teatre ens trobem:
- la barreja de la tragèdia i la comèdia.
- la barreja dels personatges nobles i plebeus.
- la introducció de cants i balls populars.
- la combinació d'estrofes molt diverses (l'obra està en vers però amb diferent mètrica).
- la divisió en tres actes (exposició, trama i desenllaç), que a mesura que avança l'obra s'intensifica la seva dramatització.

L'obra està escrita en vers en la seva totalitat, utilitzant diferents tipus de mètrica. Trobem bastants figures retòriques com l'anàfora, el paral·lelisme, la metàfora, la repetició i la ironia. Pel que fa a la mètrica, predominen els versos octosíl·labs d'art menor, la rima és consonant i el poema és estròfic.
El llenguatge utilitzat és el típic de l'època, encara que una mica menys complex que altres obres. L'autor ha volgut buscar un llenguatge adequat per a cada un dels personatges i les situacions. Com per exemple als amants se'ls ha assignat un llenguatge amorós ple de metàfores, mentre que a Tello i a Fàbia un llenguatge més còmic i planer.

## Personatges principals
- Don Alonso: «el cavaller d'Olmedo», personatge principal de l'obra, ve a Medina del Campo, on s'enamora de donya Inés. És caracteritzat com a atractiu, valent i cortès.
- Donya Inés: la dama de l'obra, de la qual s'enamoren tant don Alonso com don Rodrigo.
- Donya Leonor: la germana de donya Inés.
- Don Rodrigo: promès de donya Inés, és l'antagonista de don Alonso. Se li presenta com un personatge covard i traïdor.
- Fàbia: alcavota que serveix d'intermediària entre donya Inés i don Alonso. És una figura semblant a la Celestina de Fernando de Rojas.
- Tello: criat de don Alonso i còmplice de la seva relació amb donya Inés. Representa la figura del graciós.

A part d'aquests personatges també podem assenyalar altres que, tot i no tenir tanta importància, són destacables: Donya Ana, la criada de donya Inés; Mendo, el criat de Don Rodrigo qui és el que finalment dispara al Don Alonso; Don Pedro, el pare de la protagonista, ...

## Argument

### Primer acte(versos 1 - 885)
Don Alonso, un noble cavaller d'Olmedo (Valladolid), va la fira de Medina del Campo juntament amb el seu servent, Tello. Allà, veu una bella dama, donya Inés, de la qual s'enamora. Contracta a una alcavota, de nom Fàbia, a la qual dona una carta d'amor que aquesta, al seu torn, ha de lliurar a donya Inés a canvi d'una cadena.
Fàbia es dirigeix a la casa d'Inés amb l'excusa de vendre cosmètics, i la incita a llegir uns papers entre els quals es troba la carta. Un cop que l'ha llegit, Fàbia la convenç perquè la respongui, però en aquest moment entra el seu promès don Rodrigo, juntament amb el seu amic don Fernando. Al trobar-se amb Fàbia es disgusten, però Inés i la seva germana, donya Leonor, els enganyen dient que es tracta de l'anciana que neteja la roba.
Més tard, Inés respon a la carta d'Alonso, i Fàbia se l'emporta. A l'arribar, Alonso li diu a Tello que la llegeixi primer, per por de possibles males notícies. Tello la llegeix i se la torna. En aquesta es diu que Alonso ha d'anar a casa d'Inés a recollir un llistó verd que ella deixarà a la reixa de jardí perquè Alonso se'l posi i pugui reconèixer-lo.
Quan arriba la nit, Alonso va juntament amb Tello a buscar el llistó, i es troben amb Rodrigo i Fernando, que estaven fent una volta per la casa d'Inés i l'havien trobat. Com no sabien de qui era, havien decidit partir-lo per la meitat però, a l'escoltar les veus d'Alonso i Tello, se'n van. A l'endemà, Inés veu a Rodrigo amb el llistó i pensa que Fàbia li ha tendit un parany perquè s'enamorés del seu promès. Aquesta arriba, li explica que ha passat, i li confessa que el seu veritable amant és don Alonso, «el cavaller d'Olmedo».

### Segon acte(versos 886 - 1812)
Dos dies més tard, Alonso i Tello van cap a Medina. Tello li insinua a Alonso la perillositat d'aquest romanç, ja que Fàbia, l'alcavota, està amb la seva màgia pel mig. Alonso li contesta que l'amor ha de suportar qualsevol tipus de perill. Arriben a la casa, i Alonso i Inés comencen a conèixer-se.
Aviat arriba don Pedro, pare d'Inés, de manera que Alonso i Tello es veuen en l'obligació de amagar-se. Don Pedro, sorprès de veure la seva filla desperta a altes hores del matí, li pregunta què fa desperta a aquestes hores. Inés li menteix, i respon que estava resant i que vol ser monja, de manera que necessita que li faci tallar un hàbit com més aviat millor i que li busqui una professora de cant i un professor que ensenyi llatí. Don Pedro no li nega la paraula de Déu i promet esforçar-se a trobar-los. Finalment, decideixen que Tello, qui seria el que portaria les cartes d'amor a Inés, li ensenyarà llatí, i que Fàbia serà la seva professora de virtuts i costums.
Tot surt bé, però a l'ésser Inés una monja no pot acudir a la fira de Medina, a la qual el mateix rei assistiria. Alonso, tot i tenir una revelació en un somni en el qual moria, sí que acudeix.

### Tercer acte(versos 1813 - 2730)
Amb la fira de Medina ja començada, don Alonso destaca com a gran genet picador de toros. Don Rodrigo, incapaç de suportar tots els elogis que el públic llança al senyor Alonso, es veu en l'obligació de ficar-se també a la fira. Alonso mana a Tello a casa de donya Inés perquè li comuniqui que es prepari per parlar amb ell abans que aquest parteixi cap a Olmedo, ja que ha de fer saber als seus pares que no ha mort. Mentrestant, Rodrigo entra en feina, cau del cavall davant d'un toro i Alonso li salva la vida. Rodrigo s'enfureix encara més per deure-li la vida a l'home de qui té gelosia.
Abans de marxar cap a Olmedo, don Alonso passa per casa d'Inés a acomiadar-se d'aquesta. Després de fer-ho, Alonso inicia rumb cap a Olmedo. A meitat de camí de Olmedo, veu una ombra i s'espanta, però no li dona més importància, de manera que prossegueix el seu camí. Quan ja estava a prop de casa se sent amenaçat per una cançó que augura la mort d'«El cavaller d'Olmedo», es prepara per al combat i decideix esbrinar qui canta, però es troba que no és més que un pagès. Als pocs instants d'acomiadar-se, veu ajeure's a uns cavallers, als que distingeix gairebé al moment: es tracta de Rodrigo, Fernando i el seu criat Mendo. Alonso, a veure que són ells es despreocupa, pensant que no li faran res. Contra tot pronòstic, Mendo el mata i els tres fugen cap a Medina.
Al cap d'una estona arriba Tello, que es troba a Alonso a terra i l'ajuda a arribar davant els seus pares. Mentre tot això passa, donya Inés li explica la veritat sobre don Alonso al seu pare, i aquest accedeix al fet que es casin. Tello torna a la casa i es troba amb don Rodrigo i don Fernando, que després de la mort d'Alonso anaven a demanar la mà d'Inés i Leonor respectivament. Ràpidament, li explica el que ha passat a Inès i al rei Joan II, que també es troba a la casa, i aconsegueix que faci executar a tots dos, donant fi a l'obra.

## El mite del cavaller d'Olmedo i les seves plasmacions literàries

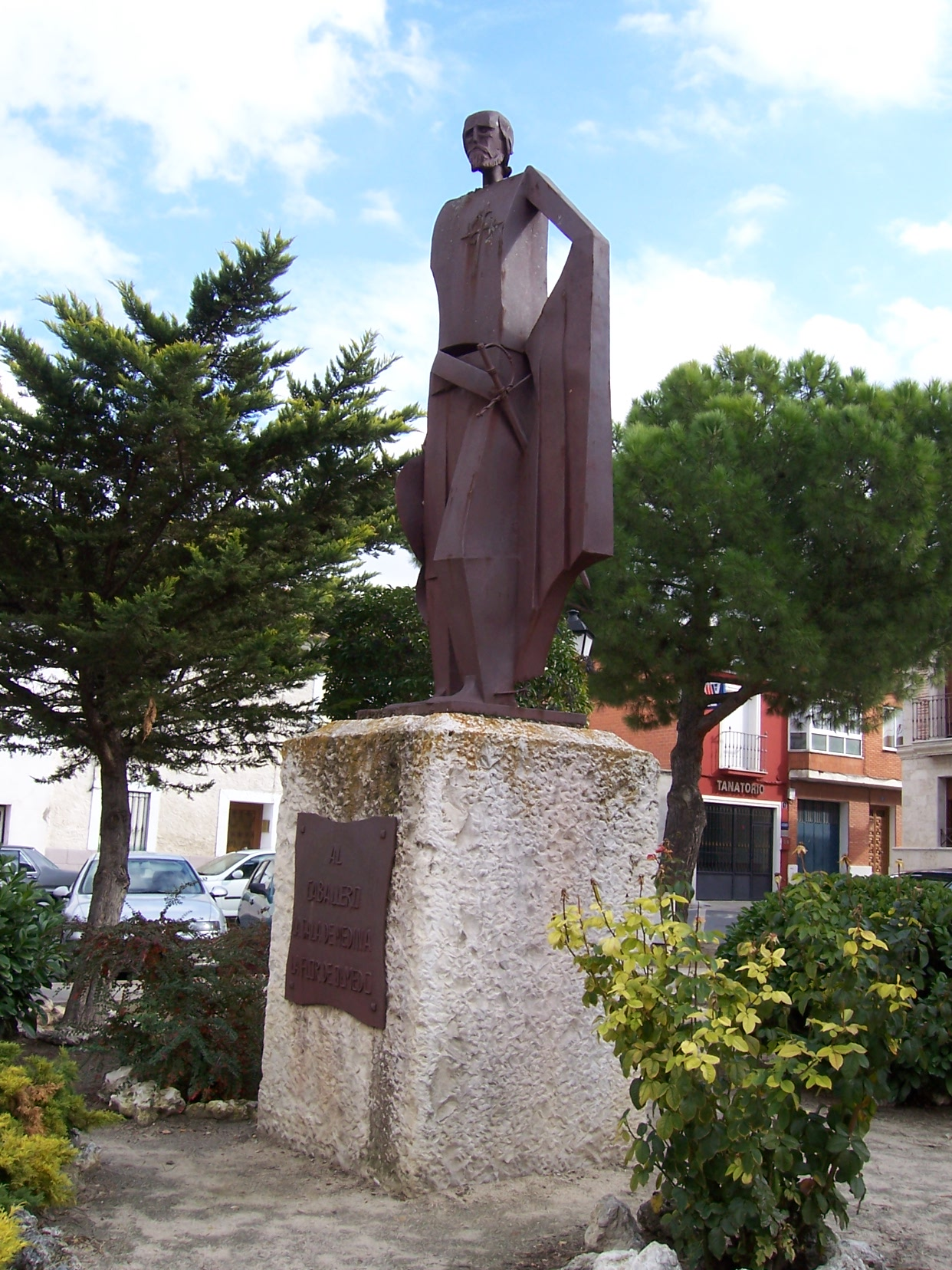
Estàtua del personatge fictici Don Alonso, el «Cavaller d'Olmedo», que es troba a Olmedo (Valladolid)

El mite del cavaller d'Olmedo existia molt abans que Lope de Vega es decidís a escriure la seva tragicomèdia. Joseph Pérez va trobar a l'arxiu de Simancas un fet que va poder donar origen a la llegenda. El 6 de novembre de 1521, Miguel Ruiz, veí d'Olmedo, va matar traïdorament al seu veí Juan de Vivero quan tornava dels toros de Medina del Camp, en el lloc que des de llavors es coneix com La cuesta del Caballero. D'aquí va poder néixer el mite, encara que sembla que aquest assumpte de venjances particulars té poca importància com per perviure en la memòria de la gent. Cal preguntar-se si la mort de Juan de Vivero no es va sumar a un mite preexistent. En tot cas, no hi ha dubte que Lope de Vega no va tenir notícia de l'esdeveniment de 1521. La història va arribar fins a ell per via exclusivament literària. És possible, com va suggerir Francisco Rico, que al segle xvi es difongués un romanç sobre la mort del cavaller, de què l'única cosa que hauria arribat a nosaltres serien dos versos certament ambigus i aplicables a molts altres assumptes:
Caballeros de Medina
mal amenazado me han
El mateix Rico suposa que al segle xvii, arran del trasllat de la cort a Valladolid (1601-1606), va tornar a ressorgir el mite. En aquest context es va poder escriure un Ball del cavaller, que els seus descendents manuscrits i impresos han arribat fins a nosaltres. La versió més difosa va ser la que es va publicar en un volum titulat El Fénix d'Espanya Lope de Vega Carpio. Setena part de les seves comèdies (1617). Lope de Vega no va intervenir en aquesta edició i és probable que el ball no sigui seu, sinó un afegit arbitrari de l'editor. Bé és veritat que, encara que situat en terres de Castella la Vella i en època moderna, té clares semblances amb alguns romanços moriscos de el propi Lope.
En aquest ball s'incloïa una breu cançó, potser anterior al propi ball:
Esta noche le mataron
al Caballero,
a la gala de Medina,
la flor de Olmedo.
És indubtable que Lope ho recordava perfectament, ja que el va reproduir amb curioses variants en El santo negro Rosambuco, en el Auto del pan y del palo i en Auto de los cantares. També coneixia el ball, si és que no era seu.
A més tenim una comèdia anònima, conservada en un manuscrit amb data de 1606 i impresa en 1626 amb el títol El caballero de Olmedo o la viuda por casar, i una paròdia, probablement tardana, deguda a Francisco Antonio de Monteser, publicada el 1651 com comèdia burlesca d'El cavaller d'Olmedo.